# Nokia 8850
Nokia 8850 – luksusowy telefon komórkowy firmy Nokia zaprezentowany w 1999 roku. Poza częścią, w której umieszczona jest antena, posiada obudowę wykonaną ze stopu aluminium. Posiada wspólną platformę z telefonem Nokia 8210, od którego różni się wspomnianą rozsuwaną aluminiową obudową oraz biało-niebieskawym podświetlaniem wyświetlacza i klawiszy. Ze względu na wysoką cenę (około 3500 zł) i wyrafinowany design był on w swoim czasie telefonem bardzo prestiżowym i pożądanym. Z tego powodu obecnie jest jednym z najbardziej poszukiwanych przez kolekcjonerów modeli telefonów komórkowych. 
Aparat ten ma możliwość transmisji danych i faksów, WAP, port podczerwieni (IrDA), możliwość wysyłania i odbioru wiadomości SMS oraz EMS. Jest następcą również luksusowego modelu Nokia 8810 i poprzednikiem modelu Nokia 8910.